# Папская украинская коллегия святого Иосафата
Папская украинская коллегия святого Иосафата (укр. Українська папська колегія святого Йосафата, итал. Pontificio Collegio di San Giosafat Ukraino) — католическое учебное заведение в Риме, управляется орденом василиан. В коллегии обучаются будущие священнослужители Украинской грекокатолической церкви, а также прочие студенты, углубляющие образование в области теологии и обряда украинских греко-католиков. Названа в честь католического святого Иосафата Кунцевича. Одна из папских римских коллегий.

## История
Украинские студенты-католики присутствовали в Риме с конца XVI века. Вплоть до конца XIX века они обучались в Папской грекокатолической коллегии Св. Афанасия.
Отдельная украинская коллегия основана в декабре 1897 года Папой Львом ХІІ как «Папская Руская коллегия» при украинской церкви святых Сергия и Вакха в Риме. Первоначально управлялась орденом иезуитов, с 1904 года руководство передано ордену василиан. В 1932 году в связи с возросшим количеством украинских студентов в Риме для коллегии было построено отдельное здание на холме Яникул. С 1942 года в здании коллегии размещается также резиденция Апостольского визитатора для украинских католиков в Западной Европе.
После Второй мировой войны и ликвидации УГКЦ на территории СССР коллегия св. Иосафата была единственной в мире украинской католической духовной семинарией.

## Современность
Коллегия находится в непосредственной юрисдикции ватиканской Конгрегации Восточных Церквей.
За время существования коллегии здесь получили образование около 1000 студентов. Около 400 выпускников были рукоположены в священники, из них 25 стали епископами. Сейчас здесь учится около 50 студентов с Украины и диаспоры. Студенты коллегии получают образование по общим предметам в римских папских университетах и институтах, а в коллегии проходят только духовную формацию, а также изучают специфические предметы — литургию, церковное пение и историю украинской церкви. Преподавание ведется на украинском и итальянском языках. При коллегии существует библиотека, выходит студенческая газета «Альма Матер».
С 1995 по 2009 год коллегию возглавлял о. Генезий Виомар (O.B.S.J.), с 2009 года ректором является о. Стефан Стареправо (O.B.S.J.).